# Polinización libre

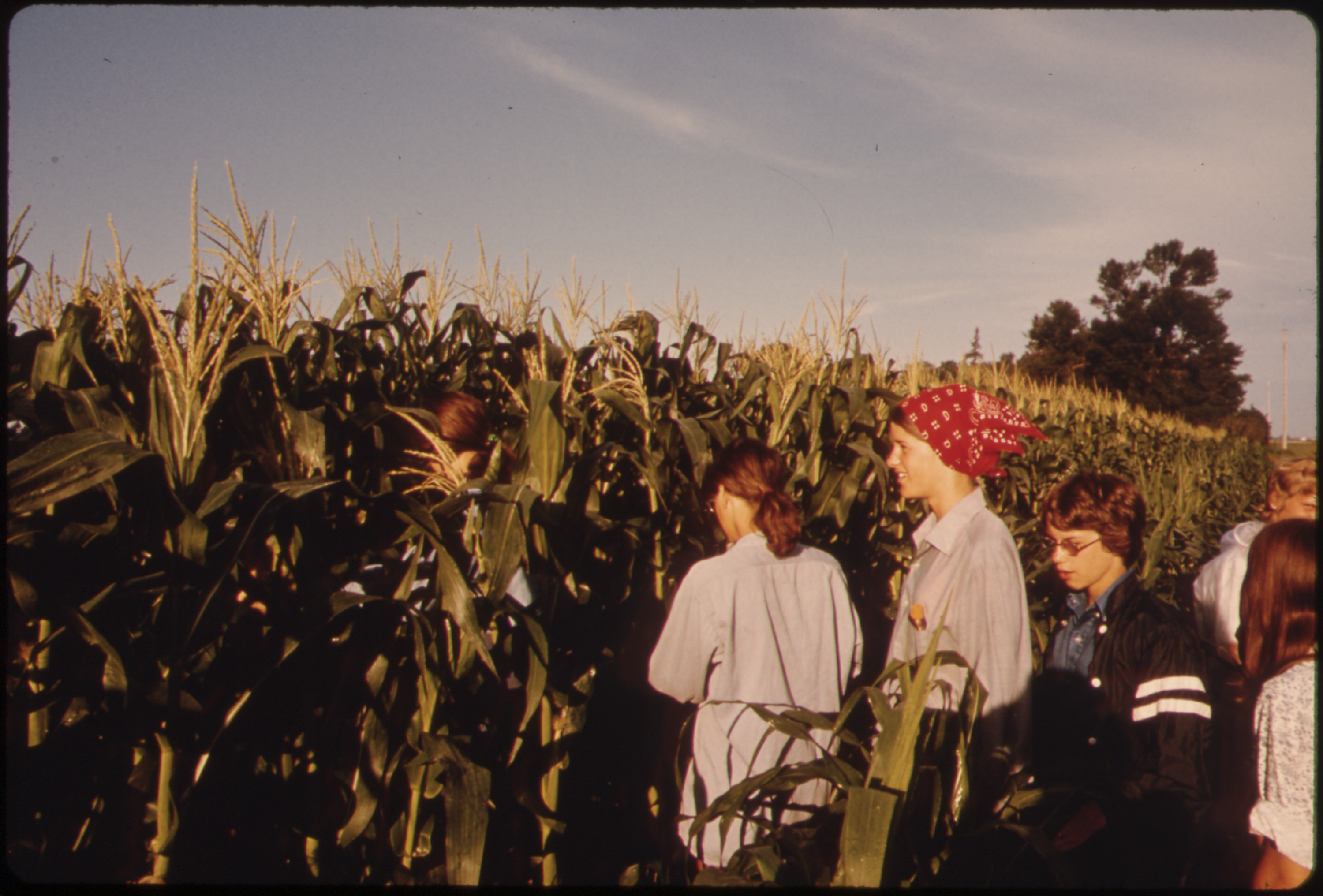
Despanojado del maíz en un campo donde se siembran dos variedades. Las flores masculinas se eliminan para que todas las semillas sean híbridas engendradas de la segunda variedad.

En agricultura y jardinería humana, se denomina polinización abierta o libre a las formas naturales de polinización, es decir, que se ha dado una reproducción vegetal no-controlada por el ser humano, sino mediante los propios mecanismos de la naturaleza: por pájaros, por insectos, por el viento ...etc.

## Pura cepa
La expresión «polinización libre» se usa en el contexto de la reproducción de semillas de pura cepa. Cuando las plantas de una variedad de polinización libre se autopolinizan, o son polinizadas por otro representante de la misma variedad, las semillas resultantes producirán plantas más o menos idénticas a sus padres. Esto contrasta con las semillas producidas por las plantas que son el resultado de un cruce reciente (como por ejemplo, pero no limitado a, un híbrido F1), que probablemente muestren una amplia variedad de características diferentes. Las variedades de polinización libre también se denominan variedades estándar o, cuando las semillas se han guardado de generación en generación o varias décadas, variedades vestigiales. Si bien los vestigios vegetales generalmente son de polinización libre, las semillas de polinización libre no son necesariamente variedades vestigiales; Las variedades de polinización libre todavía se están desarrollando.
Uno de los desafíos para mantener una variedad de polinización libre es evitar la introducción del polen de otras cepas. Según la amplitud con la que el polen de la planta tiende a dispersarse, puede controlarse en diversos grados mediante invernaderos, muros altos, aislamiento de campo u otras técnicas.
Las semillas de las plantas de polinización libre a menudo son guardadas por los jardineros y agricultores. Los ejemplos populares de plantas de polinización abierta incluyen tomates, alubias (AM frijoles), guisantes (AM chícharos) y muchas otras hortalizas.

## Polinización no-controlada
Un segundo uso de la expresión «polinización libre» se refiere a la polinización mediante insectos, pájaros, viento u otros mecanismos naturales, en oposición a la cleistogamia, es decir, la polinización cerrada, que es uno de los muchos tipos de autopolinización, o con la polinización controlada, un procedimiento utilizado para garantizar que todas las semillas de un cultivo desciendan de padres con rasgos conocidos y, por lo tanto, es más probable que tengan los rasgos deseados.
Las semillas de plantas de polinización libre producirán nuevas generaciones de esas plantas; sin embargo, debido a que la reproducción no está controlada y se desconoce la fuente del polen (progenitor masculino), la polinización libre puede dar lugar a plantas que varían ampliamente en rasgos genéticos. La polinización libre, por lo tanto, tiende a aumentar la biodiversidad.
Algunas plantas son principalmente autopolinizantes, de hecho, muchos cultivos lo son, por lo que también son pura cepa, de modo que incluso en condiciones de polinización libre, la próxima generación será (casi) idéntica. Incluso entre los verdaderos organismos reproductores, alguna variación debida a la recombinación genética o la mutación puede producir algunos especímenes sui géneris.

## Relación con la hibridación
La polinización híbrida, un tipo de polinización controlada en la que el polen proviene de una cepa (o especie) diferente, puede usarse para aumentar la idoneidad del cultivo, especialmente a través de la heterosis. La cepa híbrida resultante a veces puede ser endogámica y seleccionada para los rasgos deseados hasta que se logre una cepa que se reproduzca por polinización libre. El resultado se denomina cepa híbrida endogámica. Para agregar algo de confusión, el término endogamia híbrida se aplica a los híbridos que se hacen a partir de líneas endogámicas seleccionadas que tienen ciertas características deseadas. El último tipo de híbrido a veces se denomina híbrido F1, es decir, la primera generación híbrida (filial) cuyos padres eran líneas endogámicas (diferentes).

## Otras lecturas
- Ben Watson. «Hybrid or Open Pollinated». Gardening Articles: Care :: Seeds & Propagation. National Gardening Association. pp. 1-6. Consultado el 17 de marzo de 2008.

- Datos: Q7096401